# پیوند (فیلم ۱۹۹۸)
پیوند (به هندی: Bandhan) فیلمی محصول سال ۱۹۹۸ و به کارگردانی کی ماریلموندا رائو است. در این فیلم بازیگرانی همچون سلمان خان، جکی شروف، رمبها، آشوینی بیهیو، شاکتی کاپور، موکش ریشی، هیمانی شیوپوری، آنجان سیرواستاو ایفای نقش کرده‌اند.

## خلاصه داستان فیلم هندی Bandhan
تاکور پرتاب سینک با دیدن پوجا در معبد به او علاقه‌مند می‌شود و ازاو خواستگاری می‌کند. پوجا که از خانواده فقیر می‌باشد، از تاکور می‌خواهد که برادرش راجو را هم به سرپرستی بپذیرد